# Conscious Style
Conscious Style – siódmy singel amerykańskiej grupy hip-hopowej Poor Righteous Teachers z gościnnym udziałem KRS-One'a wydany w 1996 roku nakładem wytwórni Profile Records. Wydawnictwo zostało wyprodukowane przez KRS-One'a i znalazło się na czwartym albumie grupy zatytułowanym The New World Order.

## Lista utworów
Strona A (BDPRT)
1. Conscious Style (Clean Mix) (gośc. KRS-One)
2. Conscious Style (Album Mix) (gośc. KRS-One)
3. Conscious Style (Instrumental)

Strona B (BDP Mixes)
1. Conscious Style (KRS-One Mix Original Rugged) (gośc. KRS-One)
2. Conscious Style (Antidote Remix) (gośc. KRS-One)
3. Conscious Style (Novus Ordo Seclorum Remix) (gośc. KRS-One)

## Użyte sample
- "Ghetto Youth Bust" w wykonaniu Sluggy Ranks'a.